# 金田一郎
金田一郎（かねだ いちろう、1928年9月12日 - ）は日本の厚生官僚。総理府社会保障制度審議会事務局長、厚生省児童家庭局長、厚生省社会局長、社会保険庁長官、社会福祉・医療事業団理事長、財団法人長寿社会開発センター理事長、東京厚生年金会館館長などを歴任。東京都新宿区北新宿在住。

## 来歴
石川県出身。東京大学法学部法律学科卒業。1952年 厚生省入省。1973年7月27日 厚生省医務局総務課長。1974年6月11日 社会保険庁長官官房総務課長。1976年7月1日 厚生省大臣官房審議官（公衆衛生担当）。同年12月27日 厚生省大臣官房審議官（医療保険担当）。1977年8月23日 社会保険庁参事官。1978年6月23日 総理府社会保障制度審議会事務局長。1980年5月27日 厚生省児童家庭局長。1981年8月26日 厚生省社会局長。1983年8月26日 社会保険庁長官。1984年8月28日 退官。1988年8月 社会福祉・医療事業団理事長。1989年11月 財団法人長寿社会開発センター理事長。1996年8月 東京厚生年金会館館長。

## 略歴
- 1952年4月：厚生省入省。
- 1961年4月：埼玉県民生労働部福祉課長。
- 1967年11月：厚生大臣秘書官（事務担当）。
- 1968年5月：内閣官房内閣参事官。
- 1973年7月27日：厚生省医務局総務課長。
- 1974年6月11日：社会保険庁長官官房総務課長。
- 1976年7月1日：厚生省大臣官房審議官（公衆衛生担当）。
- 1976年12月27日：厚生省大臣官房審議官（医療保険担当）。
- 1977年8月23日：社会保険庁参事官。
- 1978年6月23日：総理府社会保障制度審議会事務局長。
- 1980年5月27日：厚生省児童家庭局長。
- 1981年8月26日：厚生省社会局長。
- 1983年8月26日：社会保険庁長官。
- 1984年8月28日：退官。